# Мстители: Финал
«Мсти́тели: Фина́л» (англ. Avengers: Endgame) — американский супергеройский фильм 2019 года, основанный на комиксах Marvel о приключениях команды супергероев Мстителей, созданный студией Marvel Studios и распространяемый компанией Walt Disney Studios Motion Pictures. Прямое продолжение событий ленты «Мстители: Война бесконечности» (2018), 22-й по счёту фильм медиафраншизы «Кинематографическая вселенная Marvel» (КВМ), предпоследний в третьей фазе и Саге бесконечности. Режиссёрами картины выступили братья Энтони и Джо Руссо, а сценаристами — Кристофер Маркус и Стивен Макфили. Главные роли исполнили Роберт Дауни-младший, Крис Эванс, Марк Руффало, Крис Хемсворт, Скарлетт Йоханссон, Джереми Реннер, Дон Чидл, Пол Радд, Бри Ларсон, Карен Гиллан, Данай Гурира, Бенедикт Вонг, Джон Фавро, Брэдли Купер, Гвинет Пэлтроу и Джош Бролин. По сюжету фильма выжившие члены Мстителей и их союзники пытаются обратить вспять разрушения, причинённые Таносом (Бролин) в «Войне бесконечности».
Проект был анонсирован в октябре 2014 года под названием «Мстители: Война бесконечности — Часть 2», позже название было изменено. Братья Руссо вступили в команду проекта как режиссёры в апреле 2015 года, месяцем позже Маркус и Макфили подписали контракт на написание сценария. Фильм является кульминацией всех предыдущих проектов КВМ, завершая сюжетные арки нескольких главных героев. Съёмки проходили с августа 2017 года по январь 2018 года на студии Pinewood Atlanta Studios в Атланте одновременно с производством «Войны бесконечности». Досъёмки прошли в центре и агломерации Атланты, а также в Нью-Йорке, Шотландии и Англии. Название будущего фильма было раскрыто в декабре 2018 года. Бюджет ленты оценивается в $356–400 млн, что делает фильм одним из самых дорогостоящих за всю историю кинематографа.
Мировая премьера фильма состоялась 22 апреля 2019 года в Лос-Анджелесе; в американский прокат лента вышла 25 апреля, в российский — 29 апреля. Фильм получил высокую оценку за режиссуру, актёрскую игру, экшен-сцены, визуальные эффекты и эмоциональность; критики особенно отметили картину как кульминацию истории 22 фильмов. Лента собрала в прокате около $2,8 млрд, превзойдя общие сборы «Войны бесконечности» за 11 дней и побив множество кассовых рекордов, включая крупнейшие сборы в дебютные выходные ($1,2 млрд). С июля 2019 года по март 2021 года фильм являлся самым кассовым за всю историю мирового кинематографа (без учёта инфляции). Картина получила множество наград и номинаций кинематографических премий, включая номинацию за «Лучшие визуальные эффекты» на 92-й церемонии «Оскар», три номинации на 25-й премии «Critics’ Choice Movie Awards» (выиграв две статуэтки), а также номинацию за «Лучшие визуальные эффекты» на 73-й церемонии «BAFTA». Два будущих фильма о команде, «Мстители: Судный день» и «Мстители: Секретные войны», станут кульминацией и развязкой Саги Мультивселенной и выйдут в 2026 и 2027 годах, соответственно.

## Сюжет
Половина всей жизни во Вселенной уничтожена. Спустя три недели после «щелчка» Таноса призванная на помощь Кэрол Дэнверс спасает дрейфующих в космосе Небулу и Тони Старка и возвращает их на Землю. С ними объединяются Наташа Романофф, Брюс Бэннер, Стив Роджерс, Ракета, Тор и Джеймс Роудс. Команда начинает обдумывать план, как отнять Камни Бесконечности у Таноса, чтобы попробовать вернуть погибших. Небула рассказывает им, что Таноса можно найти на планете 0259-S (Сад), а Ракета подтверждает её слова, ссылаясь на то, что на этой планете произошёл всплеск энергии, схожий с тем, который произошёл на Земле, когда Танос сделал «щелчок». Прибыв в Сад, команда нападает на Таноса. Тор отрубает ему руку с Перчаткой Бесконечности, но выясняется, что Камней в ней нет. Танос объясняет, что он уничтожил Камни, так как они выполнили свою задачу — исправили вселенную и больше не нужны. Поняв, что ситуация неисправима, Тор обезглавливает Таноса.
Проходит пять лет. Скотт Лэнг возвращается из квантового мира. Изучая его, Лэнг пришёл к выводу, что в нём возможны перемещения во времени. Скотт прибывает на базу Мстителей и рассказывает о своих умозаключениях Стиву и Наташе. Те, в свою очередь, обращаются за помощью к Тони Старку, проживающему где-то загородом с супругой Пеппер Поттс и дочкой Морган. Поначалу он им отказывает, боясь подвергнуть риску свою семью и ссылаясь на то, что квантовая физика гораздо сложнее, чем они думают, но после раздумий и теоретического теста всё же присоединяется к героям и создаёт «хрононавигатор», позволяющий легче ориентироваться при путешествии во времени. Параллельно Брюс Бэннер, успешно совместив в одном теле свой интеллект и габариты Халка, вместе с Ракетой приезжает в Новый Асгард (основанный в Норвегии) и пытается уговорить Тора присоединиться к миссии по реваншу. Тот неохотно соглашается. Наташа тем временем выходит на след Клинта Бартона в Токио, чья семья также исчезла 5 лет назад, и также призывает его к общему сбору, на что тот, надеясь вернуть свою семью, соглашается.
После сбора всех Мстителей Тони Старк вместе с Ракетой и Бэннером собирают работающий прототип машины времени.
Мстители организовывают операцию «Хрононалёт», целью которой является изъятие альтернативных версий Камней Бесконечности из прошлого и их использование для отмены «щелчка» Таноса. Они разделяются на группы, но, при этом, у них есть лишь одна попытка, поскольку не хватает частиц Пима, которые нужны для перемещения, и они не знают, как создать новые. Бэннер, Роджерс, Лэнг и Старк отправляются в 2012 год, во время битвы за Нью-Йорк, за Камнями Времени, Разума и Пространства. Халк отправляется за Камнем Времени в Санктум Санкторум к Доктору Стрэнджу, однако вместо него он встречается с Древней, которая говорит ему, что он пришёл на 5 лет раньше, и Стрэндж ещё не стал тем, кем его знает Халк. Сначала Древняя не желает отдавать Камень, боясь за собственную вселенную, но узнав, что Стрэндж добровольно отдал Камень Таносу, отдаёт его Бэннеру. Старк, Роджерс и Лэнг отправляются в башню Старка за камнями Разума и Пространства. Стиву удаётся обмануть агентов организации «У.Д.А.Р.», прикинувшись агентом «Гидры», и забрать скипетр Локи. По пути Стив встречает версию самого себя из прошлого. Стив из 2012-го года, считая, что перед ним стоит Локи, нападает на Стива из будущего. В ходе сражения Стив из будущего нейтрализует свою версию из прошлого при помощи Скипетра. В это же время Старк и Лэнг пытаются забрать Тессеракт. Уменьшенный Лэнг производит короткое замыкание у реактора в груди Старка из прошлого, из-за чего тот падает на пол и роняет кейс с артефактом. Скотт толкает кейс Старку из будущего, и когда тот пытается уйти, его внезапно бьёт дверью Халк из прошлого, в результате чего Тони из будущего теряет кейс, а выпавший из него Тессеракт падает к ногам Локи. Локи захватывает Тессеракт и исчезает. Отдав скипетр Локи Лэнгу, Роджерс и Старк перемещаются в 1970 год в лагерь «Лихай», где забирают Тессеракт и новые частицы Пима, чтобы вернуться назад. Попутно в 1970 году Тони встречается со своим отцом Говардом, а Стив в поисках частиц случайно заходит в рабочий кабинет Пегги Картер.
Ракета и Тор перемещаются за Камнем Реальности в Асгард, чтобы забрать Эфир у Джейн Фостер, при этом, Тор встречается со своей матерью Фриггой и забирает с собой молот Мьёльнир. Клинт Бартон и Наташа Романофф отправляются за Камнем Души на планету Вормир в 2014 год, однако они узнают, что этот Камень можно получить только в обмен на жизнь, и после короткой потасовки с Клинтом Наташа жертвует собой. На планете Мораг в 2014 году Небула и Воитель находят Камень Силы. Однако из-за присутствия двух Небул в одном времени и пространстве между ними возникает связь, и Таносу из прошлого становятся известны планы Мстителей. Он решает заменить Небулой из прошлого Небулу из будущего и заполучить собранные Камни, а затем уничтожить всех живых существ во Вселенной и заселить её заново.
Собрав все Камни вместе, Халк (ввиду его устойчивости к гамма-излучению, испускаемого Камнями) надевает новую Перчатку и возвращает к жизни всех уничтоженных «щелчком». Небула из прошлого запускает машину времени, через которую проходит корабль Таноса из 2014-го года. Он уничтожает базу Мстителей и отправляет верную ему Небулу за Перчаткой с Камнями. Тор, Железный человек и Капитан Америка выбираются из руин и атакуют Таноса. Танос выводит из строя Старка, а затем и Тора. Роджерс поднимает Мьёльнир и остаётся с Таносом один на один. Однако титан одолевает и его. Танос призывает армию Читаури, Крии и «Чёрный орден», чтобы уничтожить Землю. Неожиданно открываются порталы и из них появляются вернувшиеся к жизни герои, а также Пеппер Поттс в созданном Старком бронекостюме, армии Ваканды и Нового Асгарда, мастера мистических искусств и банды Опустошителей. Начинается сражение. Мстители пытаются отправить Перчатку с Камнями в прошлое, однако Танос перехватывает её, надевает и пытается щёлкнуть пальцами. Ему мешает прибывшая Кэрол Дэнверс, однако Танос побеждает её при помощи Камня Силы. Доктор Стрэндж напоминает Старку об единственном из 14 000 605 варианте развития событий, после чего Старк хватается за Перчатку, переносит Камни на перчатку своего костюма и щёлкает пальцами, стирая Таноса и его армию, тем самым заканчивая войну. Однако сам Тони Старк погибает от мощности Камней и излучаемого ими гамма-излучения.
После сражения проходят похороны Тони Старка. После этого Тор отправляется со Стражами Галактики в космическое путешествие, передав Валькирии бразды правления Новым Асгардом. Стив Роджерс отправляется в прошлое, чтобы вернуть Камни и Мьёльнир в их временные линии, но сам, выполнив эту миссию, остаётся в прошлом вместе с Пегги Картер. В настоящее Стив возвращается уже в пожилом возрасте, отдавая свой щит и звание Капитана Америки Сэму Уилсону. В последней сцене Стив, как и обещал, танцует с Пегги.

## Актёрский состав
| Актёр                | Роль                                |
| -------------------- | ----------------------------------- |
| Роберт Дауни-младший | Тони Старк / Железный человек       |
| Крис Эванс           | Стив Роджерс / Капитан Америка      |
| Марк Руффало         | Брюс Бэннер / Халк                  |
| Крис Хемсворт        | Тор                                 |
| Скарлетт Йоханссон   | Наташа Романофф / Чёрная вдова      |
| Джереми Реннер       | Клинт Бартон / Соколиный глаз       |
| Дон Чидл             | Джеймс «Роуди» Роудс / Воитель      |
| Пол Радд             | Скотт Лэнг / Человек-муравей        |
| Бенедикт Камбербэтч  | Стивен Стрэндж / Доктор Стрэндж     |
| Чедвик Боузман       | Т'Чалла / Чёрная пантера            |
| Бри Ларсон           | Кэрол Дэнверс / Капитан Марвел      |
| Том Холланд          | Питер Паркер / Человек-паук         |
| Карен Гиллан         | Небула                              |
| Зои Салдана          | Гамора                              |
| Эванджелин Лилли     | Хоуп ван Дайн / Оса                 |
| Тесса Томпсон        | Валькирия                           |
| Рене Руссо           | Фригга                              |
| Элизабет Олсен       | Ванда Максимофф / Алая Ведьма       |
| Энтони Маки          | Сэм Уилсон / Сокол                  |
| Себастиан Стэн       | Джеймс «Баки» Барнс / Зимний солдат |
| Том Хиддлстон        | Локи                                |
| Данай Гурира         | Окойе                               |
| Бенедикт Вонг        | Вонг                                |
| Пом Клементьефф      | Мантис                              |
| Дэйв Батиста         | Дракс Разрушитель                   |
| Летиша Райт          | Шури                                |
| Джон Слэттери        | Говард Старк                        |
| Тильда Суинтон       | Древняя                             |
| Джон Фавро           | Гарольд «Хэппи» Хоган               |
| Хейли Этвелл         | Пегги Картер                        |
| Натали Портман       | Джейн Фостер                        |
| Мариса Томей         | Мэй Паркер                          |
| Тайка Вайтити        | Корг                                |
| Анджела Бассетт      | Рамонда                             |
| Майкл Дуглас         | Хэнк Пим                            |
| Мишель Пфайффер      | Джанет ван Дайн                     |

| Актёр                 | Роль                                   |
| --------------------- | -------------------------------------- |
| Уильям Хёрт           | Таддеус Росс                           |
| Коби Смолдерс         | Мария Хилл                             |
| Шон Ганн              | Ракета (захват движения) / Краглин     |
| Уинстон Дьюк          | М'Баку                                 |
| Линда Карделлини      | Лора Бартон                            |
| Максимилиано Эрнандес | Джаспер Ситуэлл                        |
| Фрэнк Грилло          | Брок Рамлоу                            |
| Хироюки Санада        | Акихико                                |
| Том Вон-Лолор         | Эбеновый Зоб                           |
| Джеймс Д'Арси         | Эдвин Джарвис                          |
| Джейкоб Баталон       | Нед                                    |
| Вин Дизель            | Грут (голос)                           |
| Брэдли Купер          | Ракета (голос)                         |
| Гвинет Пэлтроу        | Вирджиния «Пеппер» Поттс               |
| Роберт Редфорд        | Александр Пирс                         |
| Джош Бролин           | Танос                                  |
| Крис Прэтт            | Питер Квилл / Звёздный Лорд            |
| Сэмюэл Л. Джексон     | Ник Фьюри                              |
| Александра Рэйб       | Морган Старк                           |
| Росс Маркуанд         | Красный Череп                          |
| Джо Руссо             | горюющий мужчина (камео)               |
| Эмма Фурманн          | Кэсси Лэнг                             |
| Майкл Джеймс Шоу      | Корвус Глэйв                           |
| Терри Нотари          | Кулл Обсидиан / Грут (захват движения) |
| Керри Кондон          | П.Я.Т.Н.И.Ц.А. (голос)                 |
| Бен Сакамото          | Купер Бартон                           |
| Ава Руссо             | Лайла Бартон                           |
| Кейд Вудворд          | Натаниэль Бартон                       |
| Стэн Ли               | водитель в 1970 г. (камео)             |
| Иветт Николь Браун    | агент «Щ.И.Т.» в 1970 г.               |
| Каллэн Мулвей         | Джек Роллинс                           |
| Кен Джонг             | охранник на складе                     |
| Тай Симпкинс          | Харли Кинер                            |
| Мэттью Берри          | агент «Щ.И.Т.» в 2012 г.               |
| Моник Гандертон       | Проксима Полночная (захват движения)   |
| Джим Старлин          | горюющий мужчина (камео)               |

## Производство
В октябре 2014 года Marvel анонсировал двухсерийный сиквел «Эры Альтрона» под названием «Мстители: Война бесконечности. Часть 1», который вышел на экраны 3 мая 2018 года, а «Часть 2» — 26 апреля 2019 года. В апреле 2015 года Marvel объявил, что Энтони и Джо Руссо займутся режиссурой обеих частей «Войны бесконечности», причём обе картины будут сниматься параллельно в 2016 году. По словам продюсера Кевина Файги, обе части дилогии являются разными, поскольку в них много общих элементов, которые считаются целесообразными, и что в этих фильмах не может быть одна история, разделённая пополам. К маю 2015 года Кристофер Маркус и Стивен Макфили подписали контракт на написание сценариев для обеих частей экранизации. В мае следующего года братьев Руссо спросили, как они решили поделить фильм, на что братья ответили, что это является неверным представлением, поскольку два фильма сильно отличаются друг от друга. Джо Руссо заявил, что вместе с Энтони они намерены сменить названия картин, но подходящие подзаголовки они пока не придумали. В июле 2016 года Marvel убрал название фильма, просто назвав его «безымянным». По словам Файги и братьев Руссо, название фильма не будет оглашено на протяжении длительного времени, поскольку оно выдаёт детали сюжета «Войны бесконечности», а сам Файги предположил, что название могут огласить к концу 2018 года.
Съёмки стартовали 10 августа 2017 года под рабочим названием «Мэри Лу 2» на студии Pinewood Atlanta Studios, расположенной в округе Фейетт, штат Джорджия, а Трента Опалока привлекли на позицию оператора. В том же месяце съёмки проходили в районе Гульч в центре Атланты, недалеко от станции Файв-Пойнтс и Пидмонт-Парка. Файги сообщил, что изначально планировали снять обе части одновременно, но вместо этого решили создавать их друг за другом, поскольку для Marvel было слишком трудно сосредоточиться на обеих картинах. Энтони Руссо изначально считал, что лучше всего стоит снимать фильмы одновременно из-за финансовых и материально-технических соображений, учитывая большое количество актёров, даже если каждая часть является отдельным фильмом. Энтони предположил, что в некоторые дни будут снимать первый фильм, а в другие дни — второй. Производство завершилось 11 января 2018 года. Досъёмки начались 7 сентября 2018 года и закончились 12 октября. Гонорары Эванса и Хемсворта за роли в фильме составили 15 млн $.
7 декабря 2018 года было раскрыто название картины. Над визуальными эффектами фильма трудятся несколько студий, в том числе Industrial Light & Magic, Weta Digital, DNEG, Framestore, Cinesite, Digital Domain, Rise, Lola VFX, Cantina Creative, Capital T, Technicolor VFX и Territory Studio.

## Музыка
В июне 2016 года Алана Сильвестри, написавшего музыку к фильму «Мстители» (2012), назначили на пост композитора для фильмов «Мстители: Война бесконечности» (2018) и «Мстители: Финал» (2019). Официальный цифровой релиз саундтрека к фильму состоялся 26 апреля 2019 года, а релиз на физических носителях — 24 мая того же года.

## Маркетинг
Журналист io9 Герман Люссье считал, что Marvel придётся изменить маркетинговую кампанию из-за концовки «Войны бесконечности», в которой многие персонажи погибли. Он спрашивал, появятся ли персонажи на постерах и в рекламных роликах, и будут ли актёры принимать участие в мероприятиях для прессы, ведущих к выпуску фильма. Издание считало, что Disney и Marvel могут сосредоточить сюжет на оригинальных членах команды Мстителей, которые выжили. Было бы более полезно показать возвращение погибших героев, что сделает загадку из того, как именно они вернутся. «Это сделает фильм только интереснее, а звёзд можно будет задействовать в маркетинге», — отмечало издание io9. В июне 2018 года Файги заявил, что мёртвые персонажи не будут представлены в трейлерах и постерах фильма, хотя решение может измениться.
Дебютный тизер-трейлер появился в сети 7 декабря 2018 года, который стал самым просматриваемым за сутки, набрав 289 млн просмотров и обогнав показатели трейлера предыдущей части, «Мстители: Война бесконечности» (230 млн). Второй трейлер ленты вышел 14 марта 2019 года. За первые 24 часа ролик набрал 268 млн просмотров и стал вторым самым просматриваемым в истории, уступив первое тизер-трейлеру.

## Прокат
Мировая премьера «Мстителей: Финал» состоялась 22 апреля 2019 года в Лос-Анджелесе. В России картина вышла в прокат 29 апреля, изначально выход планировался на 25 апреля того же года, но премьера по требованию Минкульта была перенесена из-за российского фильма «Миллиард». В США и Великобритании кинокомикс вышел на экраны 26 апреля в форматах IMAX и 3D, на Украине — 25 апреля в формате IMAX и 3D.
В июне Кевином Файги было подтверждено, что 28 июня в прокат будет выпущена расширенная версия фильма с семью минутами дополнительных сцен и роликом в память о Стэне Ли.

### Кассовые сборы
«Мстители: Финал» собрали 858 373 000 $ в США и Канаде и 1 939 427 564 $ в остальном мире, всего собрав 2 797 800 564 $, что сделало его самым кассовым за всю историю (до повторного проката «Аватара» (2009) в Китае в 2021 году), а также вторым самым кассовым в США и Канаде и пятым самым кассовым в мире с учётом инфляции.
Фильм показал крупнейший старт в прокате за всю историю: кассовые сборы в первый день составили 644 млн $, и в мировой уик-энд собрал более 1,2 млрд $, что почти удвоило предыдущий рекорд, поставленный «Войной бесконечности» — 640,5 млн $. Также «Финал» быстрее остальных кинолент достиг мировых сборов в 1 млрд $ (5 дней) и 1,5 млрд $ (8 дней) — что почти вдвое быстрее «Войны бесконечности». Издание «Deadline Hollywood» оценило возможную чистую прибыль фильма в 600—650 млн $. 4 мая кассовые сборы «Финала» преодолели показатели сборов всего проката «Войны бесконечности» и составили более 2 млрд $. Таким образом, фильм достиг этого результата всего за 11 дней, побив рекорд «Аватара», собравшего ту же сумму за 47 дней. «Финал» стал также пятым фильмом в истории, преодолевшим этот рубеж сборов (после «Аватара», «Титаника», «Звёздных войн: Пробуждения силы» и «Войны бесконечности»), и лишь вторым в мире, собравшим более 2,5 млрд $, сделав это всего за 20 дней, побив рекорд «Аватара» в 72 дня.
20 июля на San Diego Comic-Con 2019 Кевин Файги заявил, что продажи билетов за день составили более 2 млн $, что позволит «Финалу» обойти «Аватар» по сборам и стать самым кассовым фильмом в мире, что и произошло по итогам уик-энда.

#### Рекорды предзаказов
В конце декабря 2018 года «Финал» был назван вторым самым ожидаемым фильмом 2019 года после «Капитана Марвел», по данным IMDb; самым ожидаемым блокбастером 2019 года — по сервису Fandango, и самым ожидаемым фильмом — по отчёту Atom Tickets.
Из-за огромного ажиотажа, связанного с открытием предпродажи билетов 2 апреля 2019 года в США, пользователи Atom Tickets и Fandango отмечали долгие ожидания и системные сбои, а сайт и приложение сети AMC Theatres не выдержали нагрузки и были недоступны несколько часов. В тот же день пресс-служба Fandango назвала «Финал» крупнейшим фильмом в истории по предпродажам за первые сутки, картина преодолела показатель «Пробуждения силы» всего за шесть часов. Atom Tickets заявил, что фильм стал лучшим в истории сервиса по предпродажам за первый день, «перепродав» «Аквамена» в четыре раза. А Regal Cinemas сообщил, что «Финал» за первые восемь часов продал больше билетов, чем «Война бесконечности» за всю первую неделю. Только с предпродаж фильм заработал 120—140 млн $. За день до релиза сервис Fandango назвал «Финал» крупнейшей картиной по предпродажам за всю историю кинематографа с более чем 8 тыс. полностью выкупленными сеансами.
В Индии со дня открытия предпродаж каждую секунду покупалось около 18 билетов, всего за первый день было продано более 1 млн билетов. В Китае предпродажи стартовали 12 апреля. Результат предпродаж первых суток «Войны бесконечности» был преодолён всего через час после начала предзаказов, а через шесть первых часов был куплен миллионный билет. В итоге доходы от предпродаж в Китае составили 114,5 млн $ (RMB 770 млн).

#### США и Канада
К 4 апреля домашние сборы «Финала» оценивались в 200—250 млн $ за первый уик-энд, некоторые эксперты называли эти цифры слишком консервативными и рассчитывали на домашний дебют в 260—300 млн $. К концу первой недели проката критики прогнозировали домашние сборы в 260—270 млн $, некоторые — в 300 млн $.
Фильм стартовал в 4662 кинотеатрах, включая 410 IMAX-кинотеатров; «Финал» стал самым широким релизом в истории, побив рекорд «Гадкого я 3» в 4529 кинотеатров. «Финал» дебютировал с домашними сборами в 357,1 млн $, превысив предыдущий рекорд, поставленный «Войной бесконечности», почти на 100 млн $. Также фильм установил рекорды по сборам в пятницу (157,5 млн $, включая 60 млн $ с предпоказов в четверг), субботу (109,3 млн $) и воскресенье (90,4 млн $). Затем «Финал» заработал ещё 36,9 млн $ в понедельник и 33,1 млн $ во вторник (третьи показатели по домашним сборам в эти дни недели).
Сборы фильма во второй домашний уик-энд составили 147,4 млн $ (второй результат в истории); таким образом, за 10 дней домашнего проката фильм собрал 621,3 млн $, побив рекорд «Пробуждения силы» (12 дней) по преодолению рубежа сборов в 600 млн $ («Войне бесконечности» для этого понадобилось 26 дней). На следующей неделе в копилку фильма добавилось ещё 63,3 млн $ — четвёртый результат в истории для третьего уик-энда. «Финал» достиг отметку в 700 млн $ за 16 дней, повторив рекорд «Пробуждения силы». Окончательно с первой строчки кассовых сборов «Финал» был смещён в свой четвёртый уик-энд «третьим Джоном Уиком», однако заработанных 29,3 млн $ оказалось достаточно, чтобы опередить «Аватар» и стать вторым самым кассовым фильмом в США и Канаде. В пятый уик-энд сборы фильма составили 17,2 млн $ (и в итоге 22,3 млн $ за 4-дневный слот Дня памяти) и «Финал» преодолел рубеж домашних сборов в 800 млн $. Во время повторного проката (десятый уик-энд) фильм был снова пущен в дополнительных 1040 кинотеатрах и заработал 6,1 млн $ (рост сборов в 207 % по сравнению с предыдущим уик-эндом). В свой тринадцатый уик-энд картина собрала 1,2 млн $, что позволило ей стать самым кассовым фильмом всех времён, а её домашние кассовые сборы составили 854,2 млн $.

#### Другие страны
За первые пять дней международного проката сборы «Финала» прогнозировались около 680 млн $, а общемировой дебютный уик-энд — в 850—950 млн $. Первоначально сборы фильма в Китае в первые выходные ожидались на уровне 250—280 млн $, но в первый же день проката «Финал» заработал в Поднебесной 107,5 млн $ (RMB 719 млн), включая 28,2 млн $ (RMB 189 млн) с ночных предпоказов, побив рекорд «Форсажа 8» в 9,1 млн $. На протяжении первого дня проката ожидания сборов в первый китайский уик-энд выросли до 300 млн $ (ожидания активно подогревались очень высокими оценками фильма на местном критик-сервисе Douban — 9,1 и на портале продажи билетов Maoyan — 9,3). В итоге в первый день международного проката фильм собрал 169 млн $ — лучший результат в истории. После Китая высокие сборы картина показала в Индии (9 млн $), Южной Корее (8,4 млн $ — лучшие сборы в будний день), в Австралии (7,1 млн $), во Франции (6 млн $) и в Италии (5,8 млн $). Как и в случае с домашним прокатом, международные сборы первого уик-энда оказались выше ожиданий и составили 866,5 млн $ — лучший результат в истории, превзошедший весь общемировой дебют «Войны бесконечности» в 640 млн $. Крупнейшими международными рынками фильма (с лучшими дебютными уик-эндами) стали Китай (330,5 млн $; RMB 2,22 млрд), Великобритания (53,8 млн $), Южная Корея (47,4 млн $), Мексика (33,1 млн $), Австралия (30,8 млн $), Бразилия (26 млн $), Испания (13,3 млн $), Япония (13 млн $) и Вьетнам (10 млн $).
Фильм также заработал 21,6 млн $ за первые четыре дня проката в России после переноса премьеры по требованию Министерства культуры. Сборы за первый день проката в России и СНГ составили 500 млн рублей. Это абсолютный рекорд по сборам за один день в России — предыдущий принадлежал фильму «Дэдпул», который собрал 297 млн рублей. Ещё до премьеры в России фильм побил рекорд по предпродажам: зрители потратили более 130,5 млн рублей, чтобы купить билет заранее, по данным ЕАИС. По состоянию на август 2019 года «Мстители: Финал» собрали в российском прокате более 2,9 млрд рублей.
За первую неделю международного проката больше всего «Финал» заработал в Китае (459,4 млн $), Великобритании (68,2 млн $), Южной Корее (60,3 млн $), Мексике (48,6 млн $) и Индии (40,9 млн $). Через неделю после релиза картина стала самым кассовым иностранным фильмом в Китае и в Индии. Во второй уик-энд международные сборы достигли 1,57 млрд $, что позволило «Финалу» опередить «Титаник» и стать вторым самым кассовым проектом в международном прокате.
По данным на 25 августа 2019 года, крупнейшими международными рынками по сборам для фильма стали Китай (614 млн $), Великобритания (115 млн $), Южная Корея (105 млн $), Бразилия (85 млн $) и Мексика (77 млн $).

## Реакция

### Критика
| Роберт Дауни-младший | Крис Эванс         | Марк Руффало   |
| Крис Хемсворт        | Скарлетт Йоханссон | Джереми Реннер |

Актёрская игра Роберта Дауни-младшего, Криса Эванса, Марка Руффало, Криса Хемсворта, Скарлетт Йоханссон и Джереми Реннера как шести оригинальных Мстителей была высоко оценена критиками.
На сайте Rotten Tomatoes фильм имеет 94 % «свежести» со средней оценкой в 8,24/10 на основе 502 отзывов. Консенсус критиков гласит: «Невероятный, увлекающий и очень эмоциональный „Финал“ любой ценой дарит грандиозное завершение эпичной Саге Бесконечности». На сайте Metacritic оценка фильма составляет 78 из 100 на основе 57 отзывов критиков, что означает «преимущественно положительные отзывы». Судя по данным CinemaScore, зрители дали «Финалу» оценку «A+», что делает проект третьим фильмом Marvel Studios (после фильмов «Мстители» (2012) и «Чёрная пантера» (2018)) с наивысшей оценкой публики. Картина также стала победителем зрительской американской кинопремии People’s Choice Awards в категории «Фильм 2019 года».

### Награды и номинации
Фильм «Мстители: Финал» был номинирован на одну премию «Оскар», одну премию «Энни» (победа), одну премию BAFTA, три премии Critics' Choice Awards (две победы), одну премию «Грэмми», одну премию Голливудского кинофестиваля (победа), четыре премии MTV Movie & TV Awards (выиграв три), семь премий People’s Choice Awards (три победы), две премии «Спутник», четырнадцать премий «Сатурн» (шесть побед), одну премию Гильдии киноактёров США (победа), девять премий Teen Choice Awards (четыре победы), и одиннадцать премий Nickelodeon Kids 'Choice Awards (две победы).

## Продолжения
Два будущих фильма о команде, «Мстители: Судный день» (2026) и «Мстители: Секретные войны» (2027), станут кульминацией и развязкой Шестой фазы КВМ и всей Саги Мультивселенной.

## Комментарии
1. ↑  В котором он застрял в конце фильма «Человек-муравей и Оса» (2018).
2. ↑  Во время событий фильма «Мстители» (2012).
3. ↑  Перемещаясь в события сериала «Локи» (2021)
4. ↑  Во время событий фильма «Тор 2: Царство тьмы» (2013).
5. ↑  Во время событий фильма «Стражи Галактики» (2014).
6. ↑  Рассмотренных Стивеном Стрэнджем в фильме «Мстители: Война бесконечности» (2018)